# Treignac
Treignac település Franciaországban, Corrèze megyében. Lakosainak száma 1258 fő (2022. január 1.). Treignac Affieux, Chamberet, Lestards, Saint-Hilaire-les-Courbes, Soudaine-Lavinadière és Veix községekkel határos.

## Népesség
A település népessége az elmúlt években az alábbi módon változott:
| Lakosok száma | 1826 | 1690 | 1520 | 1376 | 1377 | 1347 | 1361 | 1297 | 1268 | 1258 |
|               | 1968 | 1982 | 1990 | 2006 | 2013 | 2015 | 2017 | 2019 | 2020 | 2022 |